# عالعلالي (ألبوم)
عالعلالي ألبوم غنائي للمطربة نجوى كرم وصدر في عام 1987 وقد احتوى الألبوم على سبع أغاني كلها باللهجة اللبنانية.

## الأغاني
1. عالعلالي.
2. يا غاوي.
3. لرقصله بالسيف.
4. ميجانا وعتابا.
5. على زحلة.
6. الوطن الغالي.
7. وينك راعي الدني.